# Rodolphe d'Autriche (1919-2010)
Pour les articles homonymes, voir Rodolphe d'Autriche (homonymie).
L’archiduc Rodolphe d’Autriche, né le 5 septembre 1919 à Prangins en Suisse et décédé à Bruxelles le 15 mai 2010  est le sixième enfant de l’empereur Charles et de l’impératrice Zita d’Autriche.

## Biographie
Premier Habsbourg à avoir vu le jour en exil, Rodolphe avait reçu le prénom du fondateur de la lignée, premier du nom sur le trône du Saint-Empire. Sa mère, l'impératrice Zita, vint s'installer en Belgique à la fin des années 1920. Après des études au Collège Saint-Michel à Etterbeek, Rodolphe avait dû interrompre ses études supérieures lors de l'invasion de la Belgique et s'exiler au Canada où il étudie à l'École des Sciences sociales de l’Université Laval. Mais il n'est pas resté outre-Atlantique et a souhaité participer à la lutte contre le nazisme[C'est-à-dire ?]. Après la guerre, il s'est lancé dans une carrière financière à New York où il a épousé la comtesse Xénia Czernichev-Besobrasov. De cette union sont nés quatre enfants : Maria-Anna, Charles-Pierre, Siméon et Johannes. En 1954, la famille s'est installée au Kivu pour y développer une plantation de café. L'indépendance a ramené Rodolphe et les siens en Belgique, où ils se sont installés définitivement. L'archiduc est devenu gestionnaire d'un institut financier dont il a assumé ensuite la présidence.
Installé en Belgique, l’une de ses dernières apparitions publiques fut aux funérailles de sa belle-sœur l’archiduchesse Régina.

## Mariages et descendance
Marié le 22 juin 1953 à la comtesse Xénia Tschernyschev-Besobrasoff (1929-1968), dont : 
- Marie Anne (née en 1954), mariée au prince Pierre Galitzine
- Charles Pierre (né en 1955), marié à la princesse Alexandra de Wrede
- Siméon (né en 1958), marié à la princesse Maria Paloma de Bourbon-Siciles
- Jean (1962-1975)

Il se marie en secondes noces le 15 octobre 1971 à la princesse Anne Gabrielle de Wrede (née en 1940), avec qui il a une fille, Catharina (née en 1972), mariée au comte Massimiliano Secco d’Aragona.